# Lazduleja socken
Lazduleja socken (lettiska: Lazdulejas pagasts) är ett administrativt område i Balvi kommun i Lettland.